# Song Seung-heon
Đây là một tên người Triều Tiên, họ là Song.
Song Seung-heon (sinh ngày 5 tháng 10 năm 1976) là một diễn viên và người mẫu Hàn Quốc.

## Sự nghiệp
Song Seung-heon bắt đầu sự nghiệp người mẫu từ năm 1997, quảng cáo cho nhãn hiệu quần bò STORM.
Những năm sau đó, Song Seung-heon nổi tiếng trên màn ảnh nhỏ với một loạt phim truyền hình. Năm 1999, anh bắt đầu được các đạo diễn điện ảnh để ý. Bộ phim đầu tiên của anh là Cánh hoa tình yêu (Calla), bên cạnh Kim Hee Sun.
Năm 2000, tên tuổi của Song Seung-heon trở nên nổi tiếng không chỉ tại Hàn Quốc mà còn lan sang nhiều nước châu Á khác với bộ phim truyền hình ăn khách Trái tim mùa thu cùng với Song Hye Kyo và Won Bin. Sau bộ phim anh giành được nhiều hợp đồng phim và quảng cáo.
Năm 2002, Song Seung-heon xuất hiện bên cạnh 3 người đẹp Trung Quốc-Hồng Kông, Thư Kì, Triệu Vi, Mạc Văn Úy trong Gác kiếm (So close). Diễn xuất của anh trong phim này không mấy ấn tượng, một phần cũng do vai của anh không có nhiều đất diễn. Năm 2003, anh tham gia phim Ice Rain nói về những vận động viên leo núi, cùng Kim Ha Nul và Lee Sung Jae. Bộ phim được quay tại Canada với nhiều cảnh núi tuyết hoành tráng và đẹp mắt. Anh cũng xuất hiện trong bộ phim truyền hình Hương Mùa Hè. Đây là bộ phim thứ 3 trong loạt phim "Tình yêu bốn mùa" của đài SBS
Tháng 11 năm 2006, sau vụ tai tiếng trốn nghĩa vụ quân sự, Song Seung-heon vào quân ngũ trong 2 năm. Sau khi xuất ngũ, anh trở lại màn ảnh với vai chính Lee Dong Chul trong siêu phẩm Phía Đông vườn địa đàng sau 5 năm vắng bóng. Để vào vai diễn này, Song Seung-heon từ hình ảnh của một hoàng tử lãng mạn chuyển sang một hình tượng hoàn toàn mới, một Lee Dong Chul thông minh đầy mạnh mẽ, cá tính, có nội tâm rất phức tạp và mang một vẻ bụi bặm phong trần. Bộ phim thành công vang dội và mang về cho Song Seung-heon một giải Daesang (Giải thường lớn), danh hiệu quan trọng nhất trong các hạng mục giải thưởng của MBC Drama Award 

## Phim đã tham gia

### Phim truyền hình
| Năm  | Tựa                             | Vai                                               | Đài  |
| ---- | ------------------------------- | ------------------------------------------------- | ---- |
| 1996 | Three Guys and Three Girls      | Seong-heon                                        | MBC  |
| 1997 | Beautiful Lady                  |                                                   | SBS  |
| 1997 | You and I                       | Park Min-kyu                                      | MBC  |
| 1998 | Winners                         |                                                   | SBS  |
| 1999 | Hạnh phúc bên nhau              | Seo Ji-suk                                        | SBS  |
| 1999 | Love Story: "Message"           |                                                   | SBS  |
| 2000 | Popcorn                         | Lee Young-hoon                                    | SBS  |
| 2000 | Autumn in My Heart              | Yoon Joon-seo                                     | KBS2 |
| 2001 | Công ty luật                    | Jung Young-woong                                  | SBS  |
| 2003 | Hương Mùa Hè                    | Yoo Min-woo                                       | KBS2 |
| 2008 | Phía Đông vườn địa đàng         | Lee Dong-chul                                     | MBC  |
| 2011 | My Princess                     | Park Hae-young                                    | MBC  |
| 2012 | Dr. Jin                         | Jin Hyuk                                          | MBC  |
| 2013 | Gã si tình                      | Han Tae-sang                                      | MBC  |
| 2017 | Sư Nhâm Đường, Nhật ký Ánh sáng | Lee Gyeom                                         | SBS  |
| 2017 | Thần Chết                       | Han Moo-gang (Thám tử) / Black (Grim Reaper #444) | OCN  |
| 2018 | Những tay chơi siêu đẳng        | Kang Ha-ri                                        | OCN  |
| 2019 | Vở kịch vĩ đại                  | Wie Dae-Han                                       | tvN  |
| 2020 | Bữa tối định mệnh               | Kim Hae-kyeong                                    | MBC  |
| 2020 | Gamsung Camping                 | Khách mời (tập 1,2)                               | JTBC |

### Phim điện ảnh
| Năm  | Tựa                                                         | Vai                      |
| ---- | ----------------------------------------------------------- | ------------------------ |
| 1999 | Calla / Cánh hoa tình yêu                                   | Kim Sun-woo              |
| 2002 | Make It Big                                                 | Seong-hwan               |
| 2002 | Gác kiếm (So close)                                         | Yen                      |
| 2004 | Ice Rain                                                    | Han Woo-sung             |
| 2004 | He Was Cool / Anh chàng dễ thương                           | Ji Eun-sung              |
| 2008 | Fate                                                        | Kim Woo-min              |
| 2010 | A Better Tomorrow / Bản sắc anh hùng                        | Lee Young-choon          |
| 2010 | Ghost: In Your Arms Again / Linh hồn: trở lại trong bàn tay | Kim Jun-ho               |
| 2012 | Lucid Dreaming (short film)                                 |                          |
| 2014 | Obsessed / Ám ảnh dục vọng                                  | Kim Jin-pyeong           |
| 2015 | Wonderful Nightmare / Cô vợ bất đắc dĩ                      | Sung-hwan                |
| 2015 | The Third Way Of Love / Tình yêu thứ ba                     | Lin Qizheng              |
| 2017 | Man of Will / Đàn ông song tử                               | Kang Hyung-sik           |
| 2018 | Air Strike / Không Kích                                     | An Ming Xun / An Ming He |

### MV
| Năm  | Tựa ca khúc       | Ca sĩ       | Đóng với                                |
| ---- | ----------------- | ----------- | --------------------------------------- |
| 2001 | "Once Upon a Day" | Kim Bum-soo | Song Hye-kyo, Ji Jin-hee                |
| 2005 | "Sad Love Story"  | Yoon Gun    | Kim Hee-sun, Kwon Sang-woo              |
| 2008 | "I Miss You"      | SG Wannabe  | Park Yong-ha, Lee Yeon-hee, Ha Seok-jin |

## Album
| Album information | Danh sách bài hát |
| --- | --- |
| Song Seung-heon Vol. 1 - Album - Released: ngày 7 tháng 12 năm 2004 - Label: Synnara Music                                     | Danh sách bài hát 1. I love you 2. 널 지울때까지 3. 그 모든 눈물(Take 1) 4. Miss Flower 5. 혼 6. 그 모든 눈물(Take 2) 7. 그래요, 그렇다고, 그렇게 8. 외사랑 9. Playin' Playin' 10. I love you (instrumental) 11. 그 모든 눈물 (instrumental) |
| Even After Ten Years / For You... - 2 tracks from Sad Love Story OST - Released: ngày 3 tháng 2 năm 2005 - Label: Doremi Media | Danh sách bài hát 1. 십년이 지나도 (Even After Ten Years) 4. 그대를... (For You...) |
| Last Love - 1 track from Dr. Jin OST - Released: ngày 13 tháng 7 năm 2012 - Label: LOEN Entertainment                          | Danh sách bài hát 5. 마지막 사랑 (Last Love) |

## Giải thưởng và đề cử
| Year | Award                                                           | Category                                                                           | Nominated work             | Result    | Ref.                 |
| ---- | --------------------------------------------------------------- | ---------------------------------------------------------------------------------- | -------------------------- | --------- | -------------------- |
| 1997 | KMTV                                                            | Best New Actor                                                                     |                            | Đoạt giải |                      |
| 1998 | 34th Baeksang Arts Awards                                       | Most Popular Actor (TV)                                                            | You and I                  | Đoạt giải | [ 12 ]               |
| 1998 | SBS Drama Awards                                                | Popularity Award, Actor                                                            | Winners                    | Đoạt giải | [ 13 ]               |
| 1999 | 20th Blue Dragon Film Awards                                    | Best New Actor                                                                     | Calla                      | Đề cử     |                      |
| 1999 | SBS Drama Awards                                                | Netizen Popularity Award                                                           | Happy Together             | Đoạt giải |                      |
| 1999 | SBS Drama Awards                                                | Top 10 Stars                                                                       | Happy Together             | Đoạt giải |                      |
| 2000 | KBS Drama Awards                                                | Top Excellence Award, Actor                                                        | Autumn in My Heart         | Đề cử     |                      |
| 2000 | KBS Drama Awards                                                | Popularity Award                                                                   | Autumn in My Heart         | Đoạt giải | [ 14 ]               |
| 2000 | KBS Drama Awards                                                | Photogenic Award                                                                   | Autumn in My Heart         | Đoạt giải | [ 14 ]               |
| 2001 | SBS Drama Awards                                                | Excellence Award, Actor in a Drama Special                                         | Law Firm                   | Đề cử     |                      |
| 2001 | SBS Drama Awards                                                | Top 10 Stars                                                                       | Law Firm                   | Đoạt giải | [ 15 ]               |
| 2003 | KBS Drama Awards                                                | Netizen Award, Actor                                                               | Summer Scent               | Đề cử     |                      |
| 2003 | KBS Drama Awards                                                | Best Couple Award with Son Ye-jin                                                  | Summer Scent               | Đề cử     |                      |
| 2008 | MBC Drama Awards                                                | Grand Prize (Daesang)                                                              | East of Eden               | Đoạt giải | [ 16 ] [ 17 ] [ 18 ] |
| 2008 | MBC Drama Awards                                                | Top Excellence Award, Actor                                                        | East of Eden               | Đề cử     | [ 16 ] [ 17 ] [ 18 ] |
| 2008 | MBC Drama Awards                                                | Popularity Award, Actor                                                            | East of Eden               | Đoạt giải | [ 16 ] [ 17 ] [ 18 ] |
| 2008 | MBC Drama Awards                                                | Best Couple Award with Lee Yeon-hee                                                | East of Eden               | Đoạt giải | [ 16 ] [ 17 ] [ 18 ] |
| 2009 | 4th Andre Kim Best Star Awards                                  | Male Star Award                                                                    | —                          | Đoạt giải | [ 19 ]               |
| 2009 | 17th Korean Culture and Entertainment Awards                    | Grand Prize (Daesang) in a TV Drama                                                | East of Eden               | Đoạt giải | [ 20 ]               |
| 2009 | 45th Baeksang Arts Awards                                       | Best Actor (TV)                                                                    | East of Eden               | Đề cử     |                      |
| 2010 | Ministry of Culture, Sports and Tourism Content Industry Awards | Distinguished Hallyu Entertainer Award of Merit (co-winner with Girls' Generation) | —                          | Đoạt giải | [ 21 ] [ 22 ]        |
| 2010 | 44th Taxpayer's Day                                             | Exemplary Taxpayer Citation                                                        | —                          | Đoạt giải | [ 23 ]               |
| 2011 | 6th Seoul International Drama Awards                            | Outstanding Korean Actor                                                           | My Princess                | Đề cử     |                      |
| 2011 | MBC Drama Awards                                                | Top Excellence Award, Actor in a Miniseries                                        | My Princess                | Đề cử     |                      |
| 2011 | MBC Drama Awards                                                | Popularity Award, Actor                                                            | My Princess                | Đề cử     |                      |
| 2011 | MBC Drama Awards                                                | Best Couple Award with Kim Tae-hee                                                 | My Princess                | Đề cử     |                      |
| 2012 | 9th China Cosmopolitan Beauty Awards                            | Asia's Most Charming Artist                                                        | —                          | Đoạt giải | [ 24 ]               |
| 2012 | MBC Drama Awards                                                | Top Excellence Award, Actor in a Miniseries                                        | Dr. Jin                    | Đề cử     |                      |
| 2012 | MBC Drama Awards                                                | Popularity Award, Actor                                                            | Dr. Jin                    | Đề cử     |                      |
| 2013 | MBC Drama Awards                                                | Top Excellence Award, Actor in a Miniseries                                        | When a Man Falls in Love   | Đề cử     |                      |
| 2013 | MBC Drama Awards                                                | Popularity Award, Actor                                                            | When a Man Falls in Love   | Đề cử     |                      |
| 2013 | MBC Drama Awards                                                | Best Couple Award with Shin Se-kyung                                               | When a Man Falls in Love   | Đề cử     |                      |
| 2014 | 35th Blue Dragon Film Awards                                    | Popular Star Award                                                                 | Obsessed                   | Đoạt giải | [ 25 ]               |
| 2015 | 49th Taxpayers' Day                                             | Presidential Commendation                                                          | —                          | Đoạt giải | [ 26 ]               |
| 2016 | 8th Style Icon Asia                                             | Top 10 Style Icons                                                                 | —                          | Đoạt giải | [ 27 ]               |
| 2017 | SBS Drama Awards                                                | Top Excellence Award, Actor in a Wednesday-Thursday Drama                          | Saimdang, Memoir of Colors | Đề cử     |                      |
| 2018 | 23rd KCA Consumer Day Awards                                    | Best Drama Actor                                                                   | Player                     | Đoạt giải | [ 28 ]               |
| 2020 | MBC Drama Awards                                                | Top Excellence Award, Actor in a Monday-Tuesday Miniseries / Short Drama           | Dinner Mate                | Đề cử     |                      |
| 2020 | MBC Drama Awards                                                | Best Couple Award with Seo Ji-hye                                                  | Dinner Mate                | Đề cử     |                      |